# Гурин Стриженая борода
Гурин Стриженая борода (валл. Gwrin Farfdrwch) — правитель Мейрионита (500—540), суб-королевства, подчиненного Королевству Гвинет.

## Биография
Гурин был сыном и наследником Кадваладра.
Возможно, что Гурин, носивший в отличие от своих соплеменников, короткую, аккуратно подстриженную бороду, послужил Гальфриду Монмутскому прообразом для создания легендарного короля Гургуинта Брабтрука. Если это действительно так, то исторический Гурин успешно воевал против захватчиков с востока, которых Гальфрид назвал «данами».
Гурин был женат на Марцелле, дочери Брихана. Гурин похоронен в одной из церквей Каерлеона.
После смерти Гурина, суб-королём стал его сын Гвитно. Однако, возможно, что Гвитно был ему внуком, сыном его сына,
по имени Клидно